# Accidente aéreo de Embassy Hill
Se conoce como accidente aéreo de Embassy Hill o accidente aéreo de Graham Hill al accidente fatal sufrido por el excampeón de Fórmula 1 y propietario del equipo, Graham Hill, cuando el Piper PA-23 Aztec que pilotaba se estrelló. El accidente ocurrió el 29 de noviembre de 1975 cerca de Arkley en Hertfordshire, Reino Unido, mientras se acercaba al aeródromo de Elstree. Los otros cinco pasajeros a bordo, todos parte del equipo de Fórmula 1 Embassy Hill, también murieron.
El equipo regresaba de un viaje al sur de Francia para probar el nuevo Hill GH2, un mes después del final de la temporada 1975 de Fórmula 1. El accidente ocurrió en la noche, con condiciones de niebla en el área. Una investigación sobre el accidente no fue concluyente, pero un error del piloto se consideró la explicación más probable.

## Aeronave
El avión del accidente fue un Piper PA-23-250D Aztec construido en 1968 y registrado N6645Y. Fue vendido por Melridge Aviation en abril de 1972 a Grand Prix (Bahamas) Ltd y se solicitó la eliminación del avión del registro de la Administración Federal de Aviación (FAA). En realidad, esto no tuvo lugar hasta agosto de 1974.
El avión fue legalmente apátrida desde abril de 1972, aunque su antiguo registro N6645Y continuó mostrándose. La aeronave estaba operando sin un certificado de aeronavegabilidad, ya que la posesión había dejado de ser efectiva cuando la aeronave fue eliminada del registro de la FAA. En el momento del accidente, el avión había volado 1.131 horas.

## Antecedentes

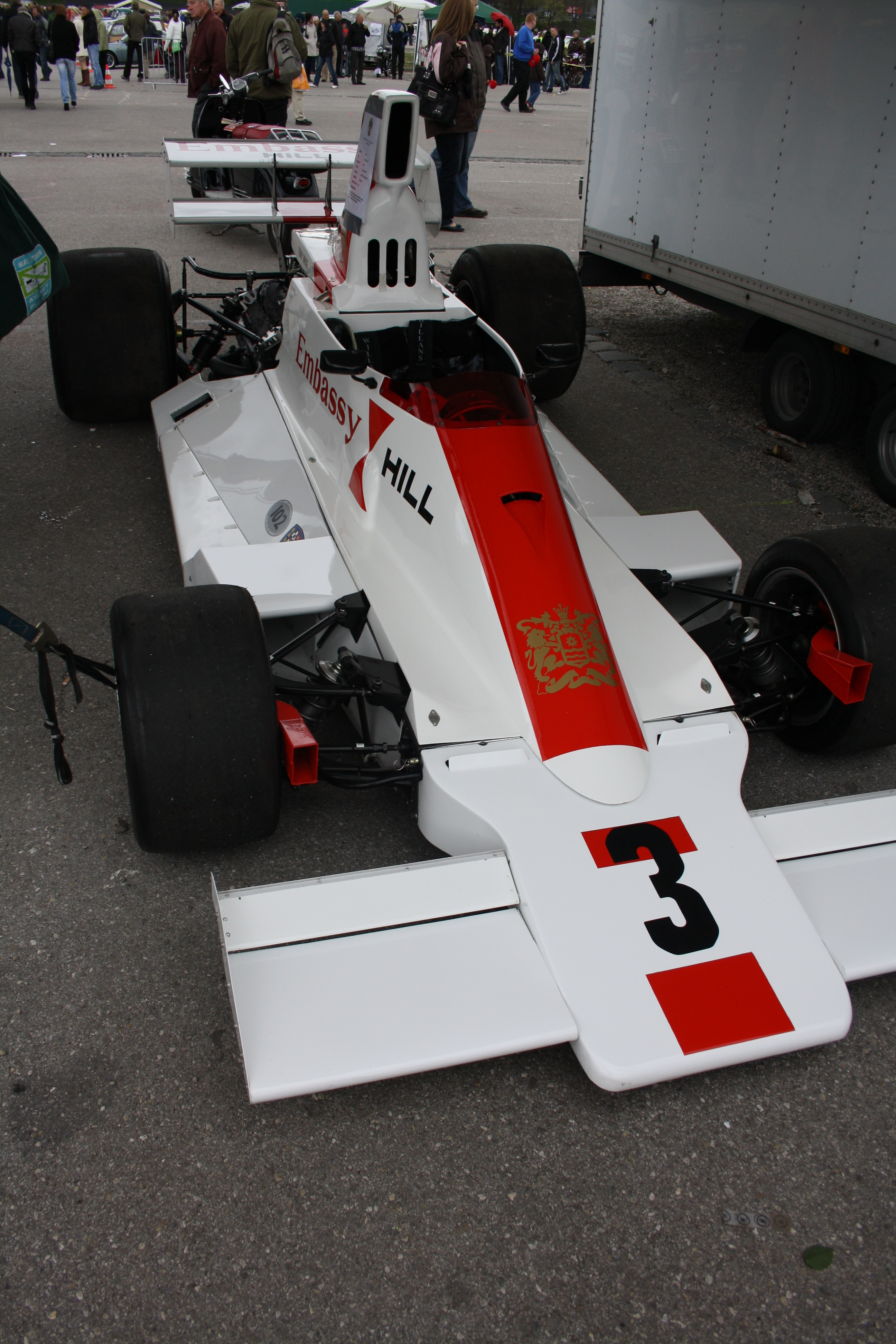
Hill GH2, el monoplaza que se tenía previsto que debutase en.

El 28 de noviembre, el día anterior al accidente, Graham Hill había llevado su Aztec al aeropuerto de Le Castellet, al lado del circuito Paul Ricard en el sur de Francia. A bordo se encontraban otros cinco miembros del equipo de Embassy Hill: el piloto Tony Brise, el gerente del equipo Ray Brimble, los mecánicos Terry Richards y Tony Alcock y el ingeniero Andrew Smallman.
El grupo estaba en Paul Ricard para probar el nuevo monoplaza Hill GH2 del equipo. Tenían previsto regresar el 30 de noviembre, pero la prueba se redujo. El fotógrafo Antony Armstrong-Jones había considerado volar con el grupo, pero no fue porque consideró que ya había tomado suficientes fotografías.

## Accidente
A las 15:30 UTC del 29 de noviembre, el grupo partió de Le Castellet y voló al aeropuerto de Marsella-Provenza. Hill visitó la sala de información y obtuvo informes meteorológicos para el área de Londres. Se creó un IFR para un vuelo al aeródromo de Elstree, con alternativa en el aeropuerto de Luton.
El Piper Aztec despegó de Marsella a las 17:47. Se estableció contacto con el Centro de Control de Tráfico Aéreo de Londres a las 20:45 y se obtuvo un informe meteorológico para Elstree, con una visibilidad de 2.000 metros y una base de nubes de 300 pies sobre el nivel del suelo. A las 21:19, la aeronave pasó a London Heathrow Approach y se informó a Hill que la visibilidad en Elstree era de 1,000 metros. A las 21:21, después de descender a 4,000 pies (1,200 m) pasando al sur del VOR de Lambourne, Hill fue informado de que la visibilidad en Elstree se había reducido a 800 metros. Posteriormente se autorizó a la aeronave a descender a 1.500 pies (460 m), por debajo de la cual cualquier descenso adicional quedaba a discreción del piloto.
A las 21:28, el controlador del London Heathrow Approach contactó al N6645Y para pasar más información; no hubo respuesta. Poco después, se perdió el contacto del radar. El Aztec, ya con su tren de aterrizaje y sus flaps extendidos, rozó la parte superior de un gran árbol a una altitud de 140 m s. n. m. dentro del campo de golf en Arkley, a 3 nm (5,6 km) al este y 130 pies (40 m) sobre el aeródromo de Elstree. Luego descendió aún más, chocando con más árboles, rodando hacia la derecha, golpeando el suelo con la punta de su ala y finalmente chocando contra un matorral. Un intenso fuego se desarrolló después del impacto, que destruyó la mayoría de la aeronave. Los seis ocupantes murieron instantáneamente.
La pista de Elstree estaba equipada con luces de borde y un indicador de pendiente visual de baja intensidad, pero carecía de ayuda por radio y no había procedimientos de aproximación por instrumentos publicados para el aeródromo, lo que lo hacía inadecuado para operaciones de baja visibilidad. Los testigos cerca del lugar del accidente informaron que las condiciones climáticas en ese momento eran de niebla espesa, con una visibilidad de 50 a 100 metros.
Alrededor de tres horas antes, un piloto de otra avioneta había intentado tres acercamientos a Elstree, asistido con rumbos de radar y distancias al aeródromo proporcionadas por London Approach. En los tres intentos, descendiendo a tan solo 300 pies (90 m) AGL, las luces del campo de aviación permanecieron invisibles o se detectaron demasiado tarde para continuar con el aterrizaje. El piloto finalmente se desvió a otro aeropuerto. Se informó que la visibilidad sobre las nubes a 1,000 pies (300 m) m s. n. m. era muy buena.

## Investigación
La Air Accidents Investigation Branch realizó la investigación. Su informe fue publicado el 29 de septiembre de 1976. Reveló que el avión no estaba registrado y era apátrida, aunque se había se mantenía en buen estado. También determinó que los índices de vuelo nocturno y de instrumentos de Hill habían expirado y, por lo tanto, no eran válidos, así como otras irregularidades de la licencia.
No se descubrieron defectos mecánicos que hubieran contribuido al accidente. La fatiga del piloto no se consideró un factor, y los exámenes toxicológicos en las autopsias de las seis víctimas fueron negativos. No se pudo determinar la causa exacta del accidente. Los investigadores ofrecieron tres posibles razones para que el piloto permita que la aeronave descienda al suelo:
- Error en la interpretación de la altura: en los momentos finales del vuelo, el piloto puede haber malinterpretado la lectura del altímetro como la altura sobre el suelo (específicamente por encima de la elevación del aeródromo), en oposición a la altitud sobre el nivel medio del mar. Esta posibilidad se consideró poco probable.
- Desconocimiento de la altitud: descendiendo desde 1500 pies con cielo despejado hacia la capa de niebla subyacente, el piloto puede haber centrado su atención en establecer contacto visual con el suelo, descuidando el monitorio de los instrumentos de la aeronave.
- Error en la estimación del alcance: al acercarse a la pista 27 de Elstree, un piloto normalmente sobrevolaría la localidad de Borehamwood, seguido de un sector de tierra sin luz inmediatamente antes del aeródromo. Sin embargo, el N6645Y se acercaba al campo de aviación desde una ruta más meridional, y el piloto pudo haber confundido las luces de Barnet, visibles a través de la niebla, con las de Borehamwood, y el campo de golf adyacente de Arkley como el sector de tierra oscura anterior a la pista. Esto puede haberlo llevado a creer que estaba mucho más cerca del aeródromo de lo que realmente estaba, e iniciar prematuramente el descenso final a tierra. Esta hipótesis fue considerada la más probable.

## Consecuencias
The Times informó que Graham pudo haber sobrestimado su habilidad de volar. La viuda de Hill, Bette, fue demandada por daños y perjuicios por los administradores del patrimonio del fallecido Andrew Smallman. En junio de 1977 se emitió una orden judicial del Tribunal Superior. Como Hill no tenía seguro, Bette debió pagar con un gran suma de dinero.
Debido a que el accidente mató a seis miembros del equipo Embassy Hill, incluido su fundador, su piloto y su ingeniero principal, este quedó formado solamente por tres personas: el subgerente del equipo y dos mecánicos. Embassy Hill no pudo seguir compitiendo y pronto cerró.